# Slavia Hradec Králové (pozemní hokej)
Oddíl pozemního hokeje Slavia Hradec Králové je druhý největší oddíl TJ a jediný zástupce tohoto sportu v Královéhradeckém kraji po PH Jičín.  

## Pozemní hokej v Hradci Králové
I přes tuto jeho separaci má v Hradci Králové dlouholetou tradici a patří mezi zakládající oddíly TJ, která vznikla v roce 1966. Podzemní hokej je jedním z nejúspěšnějších kolektivních sportů v novodobé sportovní historii Hradce Králové. Pozemní hokejisté hrají soutěže organizované Českým svazem pozemního hokeje. Muži a ženy A týmu hrají nejvyšší extraligové soutěže ve vnitřním i venkovním prostředí. B tým žen hraje 1. ligu halového hokeje. V sezóně 2010/2011 se muži zúčastnili i Interligy ve venkovním hokeji pořádaném FIH, za účasti družstev z Česka, Slovenska, Maďarska, Rakouska a Slovinska, kdy ve finále prohráli s HC Pliva Lipovici ze Slovinska 4:1.
Dorostenecké kategorie děvčat a chlapců hrají 1. ligu v halovém i venkovním hokeji. V nejmladších kategoriích má klub zastoupení v soutěžích pro starší a mladší žáky i starší a mladší žákyně a přípravku. 

## Výsledky & pozice v českých ligách
K úspěchům klubu patří:  
- tituly Mistrů republiky v kategoriích mladších žáků a žákyň, starších žáků a žákyň, dorostenců a dorostenek,
- extraligové úspěchy elitních družstev mužů a žen,
- titul mistra republiky v hale pro družstvo žen, účastnice B skupiny Poháru mistrů evropských zemí v halovém hokeji,
- titul vicemistra republiky v kategorii mužů.
- Naděje a nejlepší sportovní kolektivy v Hradci Králové v kategorii mužů, žen a dorostenců společně s Nadějemi Královéhradeckého kraje pro družstvo mladších žákyň.

## Nový areál
5. dubna 2014 byl v Hradci Králové otevřen dlouhodobě připravovaný sportovní areál, který svým zázemím a umělým hracím povrchem splňuje kritéria Mezinárodní hokejové federace. 